# Gergebil'
Gergebil' (in russo Гергебиль?; in lingua avara: Хьаргаби) è un villaggio della Russia situato nel Daghestan. Appartiene al rajon Gergebil'skij di cui è il centro amministrativo.
Il villaggio si trova sul fiume Kazikumuchskoe Kojsu (alla confluenza con il Karakojsu), 106 km a sud-ovest della città di Machačkala.